# Masacre de Kumarakapay
La Masacre de Kumarakapay ocurrió el 22 de febrero de 2019, durante el envío de ayuda humanitaria a Venezuela, el Ejército Bolivariano envió tropas a la frontera con Brasil, atravesando la tribu pemón de Kumarakapay. Los manifestantes y líderes indígenas locales en Kumarakapay intentaron detener el avance de los vehículos de transporte de personal construyendo un bloqueo de carreteras, logrando detener a varios soldados. Los soldados venezolanos dispararon contra ellos, matando al menos a 11 pemones en total e hiriendo a unos 12 más.

## Antecedentes
En 2019, los países occidentales anunciaron ayuda internacional a Venezuela. Nicolás Maduro, quien describió los esfuerzos como un esfuerzo internacional destinado a su derrocamiento, aplicó un programa para obstruir el programa de ayuda. Se produjeron numerosos enfrentamientos entre las fuerzas gubernamentales y los manifestantes pemones.

## Masacre
El 22 de febrero de 2019, el Ejército Bolivariano envió tropas a la frontera con Brasil, atravesando Kumarakapay, a pesar de que la tribu tenía autonomía sobre la ciudad. Los manifestantes y líderes indígenas locales en Kumarakapay intentaron detener el avance de los vehículos de transporte de personal construyendo un bloqueo de carreteras, logrando detener a varios soldados.
Los otros soldados venezolanos dispararon contra ellos, matando a 5 pemones e hiriendo a unos 12 más. Según informes, el ejército persiguió a manifestantes y disidentes hasta sus casas, donde les dispararon. Cientos de pemones huyeron a los bosques locales y a las comunidades circundantes para escapar. Poco después, 23 personas fueron detenidas y torturadas por el ejército. Entre los asesinados se encontraba un guía turístico local, Rolando García, y su esposa, Zoraida Rodríguez, quien fue asesinada en las puertas de su propia casa. Justo Noguera, el gobernador de Bolívar por el Partido Socialista Unido de Venezuela, respondió que el intento de los pemones de detener los vehículos militares fue un ataque terrorista; negando además que las personas asesinadas fueran civiles.

### Consecuencias
Al día siguiente, vecinos de San Francisco de Yuruaní intentaron detener a otro grupo de militares que se dirigían a la frontera. José Miguel Montoya, un general venezolano que se desempeñaba como comandante del ejército en la región, intentó intervenir en nombre de los pemones.
Los militares respondieron más rápido que la vez anterior, arrestando a Montoya y a 4 pemones casi de inmediato. Un lugareño escuchó a un oficial gritar: "¿Entonces ustedes, miembros de la tribu pemón, creen que son duros? Van a morir aquí". Montoya y sus compañeros no han sido vistos desde entonces.

Más de 966 a 1.500 miembros de tribus de la región, muchos de Kumarakapay, huyeron a Brasil poco después de los ataques, temerosos de nuevas represalias y violaciones de derechos humanos, formando uno de los éxodos más grandes en la historia de América del Sur. El alcalde de la ciudad también huyó del país a Brasil.Posteriormente, el ejército mató a 11 personas en Santa Elena de Uairén.El exgobernador Andrés Velásquez declaró que 14 personas fueron asesinadas y que muchas de ellas presentaban impactos de bala en la cabeza, lo que indica participación de francotiradores. Explicó además que:
“muchos han muerto por falta de atención porque el hospital de Santa Elena no contaba con sangre, solución salina, reactivos ni oxígeno, ni quirófanos para intervenir a los pacientes”
También declaró que las personas morían desangradas y el personal del hospital no podía hacer cualquier cosa para ayudarlos.  Al finalizar el conflicto, el asambleísta nacional Romel Guzamana, un cacique de la comunidad pemón en la Gran Sabana, afirmó que al menos 25 pemones fueron asesinados y describió los hechos como una "masacre" cometida por tropas venezolanas. La Asamblea Nacional añadió que 80 pemones habían desaparecido desde la masacre, además del número de muertos reclamado por Guzamana.

## Reacciones
Posteriormente, las autoridades venezolanas acusaron a los pemones de estar respaldados por gobiernos extranjeros; Jorge Arreaza, tuiteó:
"Desde Perú entran por Colombia y reciben apoyo también en Brasil. Es una estrategia golpista de triangulación de gobiernos del Cártel de Lima para producir violencia, muerte y desestabilización política en Venezuela".
Jorge Rodríguez Gómez expresó creencias similares. El principal líder de la oposición venezolana, Juan Guaidó, tuiteó más tarde que el incidente en Kumarakapay, así como el trato de Maduro a las comunidades indígenas en general, fue un "asesinato" que "no quedará impune".